# جيمي لوري (لاعب كرة قدم)
جيمي لوري هو لاعب كرة قدم كندي في مركز الوسط، ولد في 15 يناير 1961 في بورت ألبيرني في كندا. شارك مع منتخب كندا لكرة القدم. أما مع النوادي، فقد لعب مع فانكوفر وايتكابس وفانكوفر وايتكابس.

## وصلات خارجية
- جيمي لوري على موقع الاتحاد الدولي (مؤرشف)  (الإنجليزية)
- جيمي لوري على موقع قاعدة بيانات كرة القدم.إي يو (الإنجليزية)
- جيمي لوري على موقع ناشيونال فوتبول تيمز (الإنجليزية)